# Жебри-Фальбоґі
Жебри-Фальбоґі (пол. Żebry-Falbogi) — село в Польщі, у гміні Ґзи Пултуського повіту Мазовецького воєводства.
Населення — 157 осіб (2011).
У 1975-1998 роках село належало до Цехановського воєводства.

## Демографія
Демографічна структура станом на 31 березня 2011 року:
|          | Загалом | Допрацездатний вік | Працездатний вік | Постпрацездатний вік |
| -------- | ------- | ------------------ | ---------------- | -------------------- |
| Чоловіки | 80      | 17                 | 56               | 7                    |
| Жінки    | 77      | 14                 | 44               | 19                   |
| Разом    | 157     | 31                 | 100              | 26                   |